# Joel Hastings Metcalf
| 525 Adelaide     | 21 ottobre 1908   |
| 581 Tauntonia    | 24 dicembre 1905  |
| 599 Luisa        | 25 aprile 1906    |
| 600 Musa         | 14 giugno 1906    |
| 602 Marianna     | 16 febbraio 1906  |
| 603 Timandra     | 16 febbraio 1906  |
| 604 Tekmessa     | 16 febbraio 1906  |
| 611 Valeria      | 24 settembre 1906 |
| 620 Drakonia     | 26 ottobre 1906   |
| 622 Esther       | 13 novembre 1906  |
| 636 Erika        | 8 febbraio 1907   |
| 637 Chrysothemis | 11 marzo 1907     |
| 638 Moira        | 5 maggio 1907     |
| 645 Agrippina    | 13 settembre 1907 |
| 653 Berenike     | 27 novembre 1907  |
| 655 Briseïs      | 4 novembre 1907   |
| 660 Crescentia   | 8 gennaio 1908    |
| 661 Cloelia      | 22 febbraio 1908  |
| 662 Newtonia     | 30 marzo 1908     |
| 673 Edda         | 20 settembre 1908 |
| 675 Ludmilla     | 30 agosto 1908    |
| 690 Wratislavia  | 16 ottobre 1909   |
| 691 Lehigh       | 11 dicembre 1909  |
| 694 Ekard        | 7 novembre 1909   |
| 695 Bella        | 7 novembre 1909   |
| 696 Leonora      | 10 gennaio 1910   |
| 726 Joëlla       | 22 novembre 1911  |
| 729 Watsonia     | 9 febbraio 1912   |
| 736 Harvard      | 16 novembre 1912  |
| 737 Arequipa     | 7 dicembre 1912   |
| 739 Mandeville   | 7 febbraio 1913   |
| 740 Cantabia     | 10 febbraio 1913  |
| 741 Botolphia    | 10 febbraio 1913  |
| 747 Winchester   | 7 marzo 1913      |
| 755 Quintilla    | 6 aprile 1908     |
| 756 Lilliana     | 26 aprile 1908    |
| 757 Portlandia   | 30 settembre 1908 |
| 767 Bondia       | 23 settembre 1913 |
| 784 Pickeringia  | 20 marzo 1914     |
| 792 Metcalfia    | 20 marzo 1907     |
| 1345 Potomac     | 4 febbraio 1908   |

Joel Hastings Metcalf (Meadville, 4 gennaio 1866 – Portland, 23 febbraio 1925) è stato un astronomo statunitense.
Metcalf si è laureato alla Harvard Divinity School nel 1892. Ha prestato servizio come pastore unitariano a Burlington, nel Vermont e successivamente a Taunton ed a Winchester, entrambe nel Massachusetts, ed a Portland, nel Maine.
Scoprì o ri-scoprì diverse comete: la C/1910 P1, la C/1913 R1, la C/1919 Q2 Metcalf e le comete periodiche 23P/Brorsen-Metcalf e 97P/Metcalf-Brewington.
Scoprì numerosi asteroidi: ad uno di essi fu dato il suo nome, 726 Joëlla; a un altro il suo cognome, 792 Metcalfia.
| Controllo di autorità | VIAF (EN) 49990125 · GND (DE) 11694420X |